# Holotrichia dohrni
Holotrichia dohrni är en skalbaggsart som beskrevs av Brenske 1894. Holotrichia dohrni ingår i släktet Holotrichia och familjen Melolonthidae. Inga underarter finns listade i Catalogue of Life.